# Historia de Toscana
La Historia de la Toscana abarca un larguísimo período de tiempo, que va desde el II milenio a. C. a nuestros días.

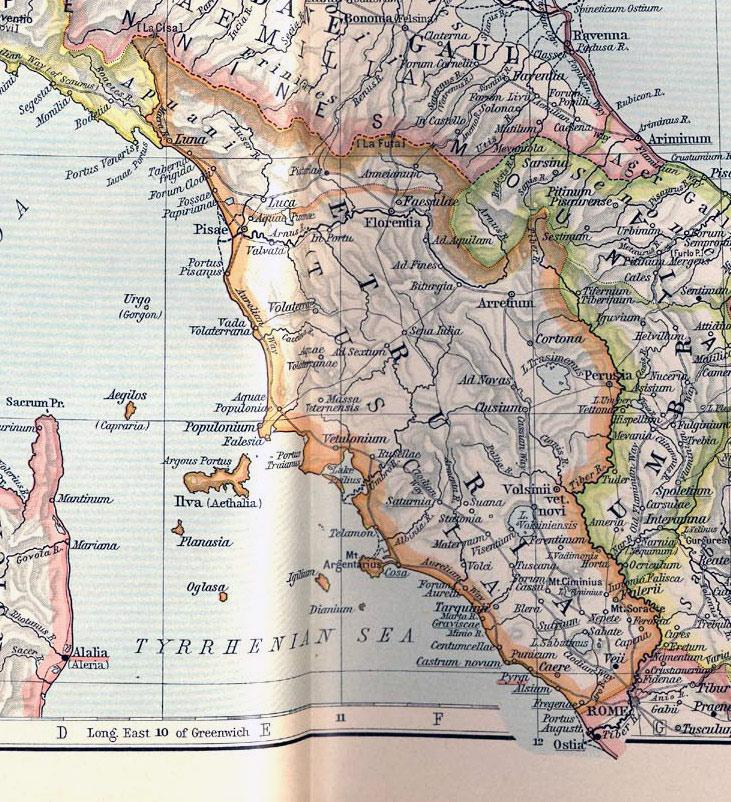
La región de Etruria en la época del emperador Augusto.

## Orígenes
Los testimonios más antiguos de población humana en la Toscana, se remontan al Paleolítico. La especie más antigua, del género Homo, representada en la Toscana, es la del Homo Heidelbergensis, cuyos instrumentos líticos se han encontrado en abundancia en el vecino valle del Arno y en la zona costera de Livorno. Incluso bien documentada es la presencia del Homo neanderthalensis, que vivió en la zona en torno a hace 90.000 - 40.000 años. Industrias líticas se han encontrado en el Mugello, en la provincia de Siena, en particular sobre el Monte Cetona, en la zona de los Apuane, en la de Livorno, en el Valle del Serchio y en el curso inferior del Arno.
Fases sucesivas, entre las que la fase llamada Uluzziano, están documentadas en Toscana en la Grotta La Fabbrica, en Indicatore (Arezzo), San Romano (Pisa), Salviano y en Maroccone (Livorno).
A finales del Neolítico (después del 1000 a. C.) el territorio entre el valle del Arno y el valle del Tíber, estuvo poblado por los etruscos pueblo misterioso qiuzás de proveniencia oriental, cuya lengua pre-indoeuropea no ha sido aún completamente descifrada.
Los primeros rastros ciertos de la presencia humana en la región se hallan en el II milenio a. C.: aquel de la Edad del Bronce. De aquel periodo, se encuentran en varias zonas de Toscana, restos de villas, construidas principalmente sobre terraplenes, con algunos objetos y suplementos que testimonian la existencia de una vida social ya bastante organizada.
Entre el siglo X a. C. y el siglo VIII a. C., la Edad del Hierro encuentra su máxima expresión en la civilización villanovana, que tomó el nombre de Villanova (una fracción de Castenaso) un asentamiento de gran interés arqueológico, donde se encontraron lanzas, espadas y objetos de todo tipo. Esta es una demostración de los progresos hechos en la extracción y en la elaboración de los metales, de los cuales era particularmente rico el subsuelo de la región.

## Edad Antigua

### Etruscos
Hacia el siglo VIII a. C. aparecen los primeros testimonios de la presencia, en todo el territorio de Italia central, de un pueblo misterioso y extraordinario: los etruscos. De ellos, el actual territorio regional tomó el nombre de Etruria, Tuscia para los romanos y sucesivamente Tuscania y Toscana.
Su proveniencia es ahora un misterio para los historiadores, sobre todo porque no está traducida ni descifrada la lengua y la escritura; se sostiene que pueden ser originarios de Lidia, en Asia Menor. Otros autores en cambio los tienen por pueblo originario que ha obtenido influencias externas. No es un misterio que al interior de las más antiguas tumbas etruscas se encontraron armas y objetos de origen sardo. Está arqueológicamente probado que este pueblo, más avanzado que el etrusco, había colonizado las costas de Toscana y creado importantes asentamientos en el I milenio a. C. En torno al siglo VI a. C., los Etruscos alcanzaron el culmine de su potencia, con posesiones que iban de la llanura Padana a la Campania; construyeron caminos, entre los cuales son bien conservadas las Vías Cavas, bonificaron pantanos y edificaron grandes ciudades entre Toscana y el Lacio, como Arezzo, Chiusi, Volterra, Populonia, Vetulonia, Roselle, Vulci, Tarquinia, Veyes y Volsinii.
Entre los siglo VII a. C.  y siglo VI a. C. los etruscos extendieron su hegemonía a una parte de la Llanura padana y de Córcega.
En el siglo V a. C., derrotados por los griegos y  cartagineses, se retiraron dentro de sus fronteras tradicionales y finalmente en el siglo IV a. C. fueron vencidos y sometidos por Roma y desaparecieron.
EI nivel de civilización alcanzado por este gran pueblo está testimoniado por los excepcionales restos arqueológicos, dispersos en un territorio vastísimo y encontrados en las tumbas - de todo tipo y dimensión – de las necrópolis, extraordinarias e increíbles ciudades de los muertos. En cambio se observan interesantísimas similitudes entre los derechos de los hombres y los de las mujeres; interesante por ejemplo que la mujer podía gozar de la herencia del marido o que podía participar en los banquetes sobre el mismo lecho de su marido, o asistir a los espectáculos acompañando al marido. La cosa era talmente diversa de lo usual que para los romanos el término "etrusca" podía fácilmente ser usado como un sinónimo de prostituta.
La detención de la expansión comenzó en cambio sobre el final del siglo y fue seguido por el declive en el siglo V a. C. Primero fue Roma a liberarse de la supremacía con la expulsión, hacia el 510 a. C., de los tarquinos; después se liberaron los latinos, que, sostenidos por Aristodemo, en el 506 a. C., los derrotaron en batalla. De este modo, los avances de los etruscos en Campania quedaron aislados y se debilitaron después de la derrota naval que ellos sufrieron en la batalla de Cumas en el 474 a. C., quedando del todo perdidos en el 423 a. C. con la conquista de Capua por parte de los Samnitas. Al norte la invasión de los galos convulsionó los centros etruscos de la llanura Padana al inicio del siglo V a. C.
En el 396 a. C. Roma conquistó Veyes extendiendo su influencia sobre toda la Etruria meridional. Por más de dos siglos los Etruscos, sobre iniciativa de una y de otra ciudad, obstaculizaron la ulterior expansión romana. En el 295 a. C., coaligados con los umbrios, los galos y los samnitas, fueron derrotados por los romanos en la batalla de Sentino: en el curso de un decenio fueron completamente sometidos por Roma que los incluyeron, mediante tratados particulares, en la serie de sus aliados (socii) en la península itálica.

### Romanos
En el siglo III a. C. los etruscos fueron derrotados por la potencia militar de Roma y, después de un primer periodo de prosperidad, debido al desarrollo del artesanado, de la extracción y la elaboración del hierro, de los comercios, toda la región decayó económicamente, culturalmente y socialmente. En el 180 a. C. los romanos, para proceder en Liguria y en la propia conquista de Galia, debieron deportar 47.000 ligures apuanos, confinándolos en el área samnítica comprendida entre Benevento y Campobasso. También la Toscana fue así conquistada por los romanos, que se asentaron sobre las preexistentes localidades etruscas, también a fundar nuevas ciudades como Fiesole, Florencia y Cosa, actualmente una de las mejor conservadas con los muros, el foro, la acrópolis y el Capitolio, construido originariamente como Templo de Júpiter (mitología).
Durante el periodo de Decadencia del Imperio romano, los confines de la Regio VII Etruria, una de las once regiones de Italia comprendidas en la reforma augusta, quedaron estables. Etruria, correspondiente a la actual Toscana, fue incluida en la lista de Plinio el Viejo como séptima región de la Italia romana. Partiendo de la Regio IX Liguria, con Luni, los confines alcanzaban el Lacio y comprendían también la actual provincia de Viterbo; resaliendo hacia la actual Umbría, alcanzaban la ciudad de Perugia. Con la reforma diocleciana las regiones pasaron a ser doce y el territorio de Etruria fue incluido en la Regio V Tuscia et Umbria. Finalmente en el siglo IV, después de las primeras Invasiones bárbaras, las particiones regionales devinieron diecisiete y Tuscia et Umbría la VIII región.

## Edad Media

### Longobardos
Después de la caída del Imperio Romano de Occidente la región fue dominada por godos y bizantinos, antes de devenir objeto de conquista por parte de los Longobardos (569), quienes la erigieron en ducado con sede en Lucca.
Según la historiografía más reciente, el Ducado de Lucca y el Ducado de Spoleto fueron los primeros ducados longobardos formados después de la muerte del rey Alboino, durante el periodo de la anarquía ducal (574) en la parte central de Tuscia. Los ducados fueron constituidos por longobardos fugados del control real. El Ducado de Lucca viene a presidir el curso final de la Vía Aurelia que, a la altura de Pisa desviaba hacia Lucca y - atravesando la Garfagnana y la Lunigiana alcanzaba Luni.
Desde el inicio el ducado debía afrontar el problema de las inundaciones del río Auserculus que circundaba Lucca. La tradición atribuye la bonificación del territorio a san Frediano, obispo de Lucca, que con la apertura de una nueva boca hizo desembocar el Auserculus directamente en el mar Tirreno.
Sobre el fin del siglo VI se vuelve incesante la penetración longobarda en Tuscia, con la conquista de varios castra, fortificaciones romanas aprontadas para contener la ocupación longobarda. La cronología de las numerosas correrías longobardas viene así descripta: hacia el 590 cae la Garfagnana, ocupada por las milicias de Teodolindo que transformaron el Castrum Aghinolfi (Montignoso) en fortaleza longobarda. Después del 591 Gummarith, duque de Lucca, irrumpe en Populonia ocupando el castrum de Poggio di Castello y provocando la fuga de los residentes, refugiados en la isla de Elba con el propio obispo, san Cerbone. Hacia el final del 592, si bien contenidas por los romanos, devinieron longobardas Sovana y Roselle.
En el 593 el rey Aginolf, adentrándose en los pasos del Appennino central, con el propio ejército llega a los confines del Ducado Romano, ocupando Balneus Regis (Bagno Regio) y Urbs Vetus (Orvieto)
Sobre el final del siglo VI, terminada la oleada de los saqueos provocados por el ejército longobardo, el rey Autario inició una política de pacificación con el elemento románico, que en los gastaldatos de Tuscia consintió la lenta recuperación económica de su población. En las campañas la aristocracia noble de los invasores, después de haber establecido sus familias asociadas en los castra ocupados, organizó el sistema productivo feudal.
Recuerdo de lejanos asentamientos longobardos, también en el territorio de la ex Regio Tuscia et Umbría, quedan presentes aun hoy numerosos topónimos de Fara y Sala correspondientes a esta época: Fara in Sabina, Fara San Martino, Fara Filiorum Petri , Sala (fracción de Poppi, AR) La Sala (rione di Firenze) Sala (fracción de Leonessa, RI) y numerosos otros topónimos Sala esparcidos por las campañas. Los Longobardos, población principalmente guerrera, permanecen fieles a la natural tradición nómada: caza, pesca, ganadería (sobre todo de caballos, instrumento de guerra y de trabajo de las familias) dejando a los nativos el trabajo de los campos.
En el 644, Rotario (Rey Lombardo) conquistó Luni, extremo castrum septentrional de Tuscia. La última empresa de Rotario signó el fin de la expansión longobarda en la Tuscia Langobardorum limítrofe al sur con la Tuscia Romana de soberanía bizantina pero dominada por la creciente autoridad del papado. Los confines entre los dos territorios, negociados en el tratado de paz del 680 entre el rey Pertarito y el emperador Constantino IV, se volvieron definitivamente estables.
En el último período de la ocupación longobarda, Lucca llegó a hegemonizar a casi todas las provincias limítrofes. Por largo tiempo capital de Tuscia, fue sede habitual de los reyes longobardos, ciudad privilegiada por su historia pasada y por las comunicaciones viales.
Después de la conversión de los Longobardos al catolicismo, el territorio de la diócesis y su patrimonio eclesiástico se incrementaron notablemente: el territorio meridional de Luni, entre Massa y Montignoso, se vio incluido en la diócesis de Lucca. En el 713 los Longobardos, con el obispo Balsari, edificaron la iglesia de San Miniato. Sobre el final de la ocupación longobarda la diócesis, coincidente con la jurisdicción del duque, comprendía los territorios del Valle de Elsa y de la Maremma toscana, con Roselle y Sovana. También las condiciones económicas del ducado prodigaron notablemente tanto en la agricultura como en el comercio, sobre todo en el marítimo y fluvial. Los Negotiantes, emprendedores navales, efectuaban el transporte de grano y sal por cuenta del duque Walter.
La plebe paleocristiana, antes en el servicio religioso, asumió también funciones civiles, registrando los nacimientos en la fuente bautismal, prestando asistencia a los necesitados, proveyendo a la manutención de las calles. Vecino a la plebe surgieron los hospicios, edificios de alimentación y cura para los numerosos viandantes en peregrinaje hacia la Tumba de San Pedro.

### Época Carolingia
Durante el periodo carolingio, la oligarquía de los duques longobardos del Ducado de Tuscia es sustituida por los condes francos; así, también en Lucca al duque Allone fue sucedido por el conde Wickram. A Wickram sucedió la dinastía bávara de Agilolfinga, de la cual Bonifacio II fue el más ilustre representante. El conde, apenas asentado, debió afrontar el peligro de las incursiones de los Sarracenos que en el 827 desembarcaban en Sicilia. La estrategia de Bonifacio fue muy hábil, porque a fin de prevenir nuevas incursiones, con la propia flota del puerto de Pisa se dirigió hacia Túnez (Ifriqiya) y atacó victoriosamente a los Sarracenos. Seguido a esta victoria, la tradición afirma que Bonifacio, encargado de la tutela de Córcega, en la extremidad de la isla hizo construir el castillo que dio lugar a la denominación del estrecho de mar: Boca de Bonifacio.
El peligro de las incursiones musulmanas y la necesidad de transformar los feudos en haciendas agrarias más productivas empujaron a los vasallos menores a buscar la protección de los condes más potentes, favoreciendo el proceso de agregación de los condados. Vinieron a formarse así dos grandes condados: el Condado meridional, correspondiente a la Maremma grossetana e infeudado a los Aldobrandeschi y el Condado septentrional, comprensivo de la Maremma pisana, Lucca, Pisa, Luni y Córcega, bajo el dominio de los condes de Lucca.
Sucesivamente, en torno al núcleo central de Lucca y Pisa se afirmó uno de los centros políticos mejor organizados del Reino de Italia (Regnum Italiae), indicado como Ducado (retomando la denominación del precedente dominio longobardo) o Marca: en los documentos del 847 Adalberto de Baviera, sucesor de Bonifacio, es indicado como Tutor Corsicae insulae y Marcensis; poco más tarde es citado como "Marqués" y su poder se establece ulteriormente sobre los condados de Florencia y Fiesole. El proceso de formación del Marquesado se produjo como conclusión, quedando fuera del poder del marqués de Lucca los territorios de Arezzo, Siena y Chiusi.

### Época Feudal
Durante el periodo post-carolingio (a partir del Tratado de Verdún, 843) los gastaldatos, los condados y las diócesis de Tuscia, fugaron al control del lejano Sacro Imperio Romano Germánico, cayeron bajo el control de la corte ducal de Lucca, regida por Adalberto II. Los otros funcionarios fueron sujetados a la corte con el contrato de vasallaje.
En el 915 Berengario es coronado emperador por el papa Juan X. La coronación de Berengario suscitó la oposición de Adalberto, que intentaba favorecer el ascenso al cargo imperial de su primer hijo, Hugo de Italia. Contra Berengario, Adalberto procedió a urdir una alianza de potentes feudatarios. El conflicto armado entre la facción de Adalberto y la de Berengario aviene en el 923 en Fiorenzuola d'Arda y se resuelve con la derrota de Berengario, muerto al año sucesivo. La sublevación de los condes abierta por la corte de Lucca a causa de la coronación de Berengario golpeó también al papa Juan X que, acusado de haber introducido en Italia milicias húngaras, es aprisionado y bárbaramente asesinado por los soldados del hijo de Adalberto, Guido, ya marqués de Tuscia.
Después del asesinato de Berengario, la misma nobleza que lo había sostenido se declaró de parte de Hugo de Italia que, permutado el título de marqués de Provenza con Rodolfo de Borgoña, deviene a su vez rey de Italia; fue coronado en Pavía en el 926.
El dominio del rey Hugo de Italia no pudo imponerse establemente en toda Tuscia y menos alargarse al exterior de sus confines. Una ulterior ampliación se verificó en cambio con su hijo y sucesor, Humberto, nominado marqués de Tuscia en el 936 y, gracias al matrimonio contraído con la duquesa de Spoleto; fue también nominado conde palatino del emperador Otón el Grande y representante del rey en Italia central. Sus poderes se extendieron a los territorios de Siena, Arezzo y Città di Castello, territorios hasta entonces extraños al control de los precedentes marqueses.
Sucesor de Humberto en la guía del margraviato fue, en el 968, su hijo Hugo de Toscana, partisano "fidelis" de Otón III del Sacro Imperio Romano Germánico, administrador del Ducado de Spoleto (989-996) el Gran Barón dantesco. Él, autor de la reforma eclesiástica, se encontró con relevantes personalidades religiosas: san Nilo, san Romualdo y san Bononio, a los cuales hizo copiosas donaciones. Según la tradición, el marqués supo repartir ingentes ayudas financieras para un grandioso proyecto de edificación de "siete abadías imperiales" El proyecto iniciado no es llevado a término por la imprevista muerte de Hugo en Pistoia en el 1001. Con el prestigio adquirido gracias a aristocráticos parentescos y con la fama ganada con el inicio de aquel dispendioso proyecto en un momento de particular espiritualidad y emoción que, al llegar el Milenio, estaba atravesando todo el territorio, el marqués ganó suficiente consenso popular, procediendo a consolidar su propio dominio en toda la Tuscia: «La Toscana puede ahora ser llamada también en sentido territorial un verdadero y propio marquesado con confines bien determinados» Con el marqués Hugo de Toscana, el centro político y cultural del marquesado comenzó a transferir la propia sede institucional de Lucca a Florencia. Aun hoy en la Abadía Florentina, fundada por él, cada año el 21 de diciembre (día de su muerte) a la hora 11, es celebrada una pública ceremonia en sufragio de Hugo de Toscana, fundador del Marquesado de Toscana.
En el siglo XI el Marquesado pasó a los Attoni, grandes feudatarios de Canossa, que poseían también Módena, Reggio Emilia y Mantova. A aquella familia pertenecía la famosa Condesa Matilde de Canossa, en cuyo castillo avino el encuentro entre el papa Gregorio VII y Enrique IV del Sacro Imperio Romano Germánico. Estamos en el periodo histórico del encastillamiento, ligado a exigencias defensivas y de comando territorial, que determinó a través de la lógica feudal seguida también por la dislocación de abadías, aquellos asentamientos medievales esparcidos que hoy distinguen gran parte de la Toscana.
En el siglo XI Pisa deviene la ciudad más potente e importante de la Toscana, fuerte por las victorias contra los Sarracenos, entre las cuales la liberación de Palermo y Regio de Calabria y la conquista de las Islas Baleares. El dominio de la República marítima se extendía sobre toda la Toscana tirrena, las islas del Archipiélago Toscano y las islas de Cerdeña y Córcega. Al sur estaba presente el dominio de los Aldobrandeschi, importante casa de origen lombardo, que controlaba la parte meridional de las actuales provincias de Livorno y Siena, también la entera provincia de Grosseto hasta el Alto Lacio, entrando en conflicto con el Papado, hasta el emerger de la ciudad de Siena, que más tarde entrará en competencia con Florencia.
En torno al siglo XII se inicia el periodo de las Comunas Libres y Lucca deviene la primera comuna en Italia. Nacen las primeras formas de democracia participativa y los gremios, que hicieron de la Toscana un irrepetible ejemplo de autonomía cultural, social y económica. Entre las ciudades de la región se impone bien pronto, por motivos culturales y económicos pero también militares, la comuna / señorío de Florencia.

## Edad Moderna

### El Renacimiento
Primero con Dante Alighieri y con Giotto en el siglo XIV, después en el siglo XV con otros grandes artistas, la Toscana y, en particular, Florencia dieron una determinante contribución al Renacimiento italiano. Devenida entidad políticamente autónoma a partir del siglo XII la Toscana se fragmentó también ella en una miríada de estados entre los cuales la República de Florencia y la República de Siena eran los más importantes. En particular la prosperidad del comercio en Florencia llevó a la ciudad a devenir centro financiero de importancia europea, con dinastías de banqueros como los Bardi, los Peruzzi y los Medici (familia) mismos, que por toda la Edad Media prestaban dinero a los grandes soberanos nacionales europeos para financiar sus guerras.
La unificación toscana bajo una única ciudad se inició con la política expansionista florentina ya en el siglo XIV, cuando la República de Florencia comenzó a añadir los territorios toscanos en sucesión, frenada solamente por la República de Siena. Durante el siglo XV fue el advenimiento al poder de los Medici (familia) que, como las mayores familias florentinas, estaba enriquecida con los bancos. Ella comenzó a obtener relevancia política dentro de las instituciones republicanas a partir de la mitad del siglo, con Cosimo I de Medici que, no obstante la oposición de otras familias, procedió a asegurarse el casi total control de los órganos republicanos, consolidando el poder de la familia al punto que a su muerte las redes del poder pasaron a las manos de su hijo Piero de Medici. Este periodo, comprendido entre la muerte de Cosimo y la de su nieto Lorenzo el Magnífico, es considerado el periodo de mayor esplendor artístico, cultural y político del señorío fiorentino que, con la sabia obra de Lorenzo, supo inclinar algo la balanza en la fragmentada y litigiosa Italia del siglo XV.
A partir de Lorenzo el Magnífico, el poder de los Medici (familia) se consolidó (aparte de dos interrupciones republicanas de 1498 a 1502 y de 1512 a 1530) y Cosimo II de Medici, descendiente de una rama caída de la familia, obtiene el título primero de Duque de Florencia, después en 1569 el Gran Ducado de Toscana. En este momento toda el área toscana, excepto la República de Lucca y el Principado de Piombino, estaba bajo el señorío fiorentino, cayendo la República de Siena en 1555 en las manos de los hispano-florentinos que desde 1557 ejercieron la soberanía. Los Medici (familia) continuaron reinando sobre la Toscana ininterrumpidamente hasta 1737, sobreviviendo como familia artificialmente, siendo crónica la falta de herederos masculinos ya a partir de Francisco I de Medici (1574-1587) El último gran duque de la familia fue Juan Gastón de Medici que, de tendencias probablemente homosexuales, no tuvo herederos.

### Las innovaciones de los Lorena
El Gran Ducado de Toscana, a la muerte de Juan Gastón siguió los vaivenes a nivel europeo debidos a la guerra de sucesión polaca, se vio implicado en un juego de equilibrios típicamente del siglo XVIII, por el cual el gobierno de la región pasó a la Casa de Lorena, en particular a Francisco Esteban de Lorena, emperador consorte de María Teresa I de Austria. Nunca pisó la Toscana ni Florencia, dejando la administración a su hijo Pedro Leopoldo de Lorena.
La más importante innovación debida a los Lorena, gracias a Pedro Leopoldo, fue la abolición (durante cuatro años, hasta 1790 cuando fue restablecida) de la pena de muerte en el Gran Ducado de Toscana, para la época una innovación de no poco relieve. Esta norma entró en vigor el 30 de noviembre de 1786 y, tomando esto como motivo, se instituyó en tiempos recientes la Fiesta de la Toscana, que se celebra todos los años el día de tal aniversario.
La única interrupción a la soberanía lorenense fue el paréntesis napoleónico que duró hasta 1814, cuando sobre el serenísimo trono ducal fue restaurado Fernando III de Toscana hijo de Pedro Leopoldo. El último Gran Duque de Toscana fue el hijo de Fernando, Leopoldo II, que reinó hasta el ingreso del territorio toscano en el naciente Estado unificado italiano.
El periodo lorenense fue para Toscana un periodo de Ilustración, a partir del gobierno de Pedro Leopoldo (que reformó el ordenamiento judicial) hasta el último gran duque que obtuvo resultados muy positivos, con la construcción de las primeras líneas férreas toscanas, la racionalización del territorio con la creación del catastro y la desecación de la Maremma. Además, a pesar de que la poca histórica inducía a los soberanos a un control represivo sobre el estado, no tuvo nunca actos reaccionarios. Después de las revoluciones de 1848, el retorno de Leopoldo II de Toscana fue sin embargo apoyado por una guarnición austriaca que le enajenó la simpatía populares. En 1859, cuando la Toscana estaba por entrar en el Reino de Italia (1861-1946), no se opuso en manera tenaz a su destitución, sino que partió de Florencia dejándola pacíficamente en las manos de los revolucionarios. La curiosa expresión usada para la ocasión, dado que se había iniciado la revuelta a las cinco de la mañana, fue que a las seis de la misma mañana, cuando el Gran Duque partió de Florencia, "la revolución se fue a desayunar".

## Edad Contemporánea
Durante el período napoleónico y en el primer período del Risorgimento italiano, en Toscana encontraron asilo político patriotas y escritores.
El paso del Gran Ducado de Toscana al Estado unificado Italiano fue fruto de una incruenta revolución y de un plebiscito, promovido el 15 de marzo de 1860 por el Gobierno Provisional Toscano, que decretó la anexión al Reino de Cerdeña y de ahí al naciente Reino de Italia.
En los primeros años de la unidad italiana, en Toscana hubo un fuerte movimiento federalista y autonomista que unió a todos los colores que, desde lo católicos a los garibaldinos, pasando por los antiguos mazziniani, a los codini y legitimistas a los demócratas, - se opusioern al centralismo administrativo piamontés y defendía un estado federal.
Tal partido representó la alternativa más importante al partido moderado-liberal del gobierno unitario, y tuvo algunas revistas de un cierto prestigio como La Nuova Europa (federalista-democrático), La Patria y Florencia (federalista-católica).
Ante la trasnferencia de la capital a Roma, cosa que se produjo en el año 1870, Florencia hospedó al gobierno de la nación durante cinco años, convirtiéndose en el centro, además de la cultura, de la política italiana.
Tal hecho, junto con los acuerdos de paz Prusia, Austria y el Reino de Italia (que llevaron al definitivo reconocimiento de la Italia saboyana), quitaron al partido federalista-autonomista cualquier posibilidad de maniobra y consiguientemente se disolvió, llevando a los diversos grupos políticos que lo componían a la reacción, al grupo moderado-liberal y al movimiento democrático (el grupo de la Nuova Europa de Alberto Mario y Giuseppe Mazzoni se llevó a posiciones que serían las de la Lega Internazionale dei Lavoratori.)
La historia de la Toscana se identifica, a partir de este momento, con la del Estado Italiano, del que forma parte.